# Luna 1
Luna 1 (anomenat també Lunik 1 o Metxtà) va ser una sonda espacial soviètica llançada el 2 de gener de 1959. És la primera nau espacial que va passar a prop de la Lluna. La sonda va haver de fer mesures a l'espai interplanetari i després xocar contra el sòl lunar, però no va trobar el seu objectiu i va passar de llarg a uns 6.000 quilòmetres de la Lluna. Luna 1 és la primera de les sondes soviètiques del programa lunar d'exploració Luna, que va finalitzar el 1976. La sonda espacial Luna 1 marca el començament de l'exploració espacial.

## Característiques de la sonda
L'estructura de la sonda, que pesava 361 quilos, consistia en una esfera hermètica d'alumini i magnesi de 1,21 metres de diàmetre on es van encabir els instruments científics, les bateries elèctriques que proporcionaven l'energia a la nau, un sistema de telemesura i el sistema de comunicació amb la Terra. L'esfera es va omplir de nitrogen per ajudar a mantenir la temperatura en un valor acceptable per a l'electrònica. Luna 1 no tenia cap sistema de propulsió. Els instruments incloïen un detector de micrometeorits, un comptador Geiger, un detector de centelleigs, un magnetòmetre i no tenia càmera. Tenia cinc antenes situades en un dels seus hemisferis i els sensors dels instruments científics sobresortien de la superfície de l'esfera.

## Transcurs de la missió
El llançament de Luna 1 va tenir lloc el 2 de gener de 1959 a Baikonur i fou el primer llançament amb èxit del programa interplanetari Luna. El mateix dia, Lluna 1 es va convertir en el primer objecte creat pels humans en arribar a la velocitat d'escapament de la Terra. Mentre creuava el cinturó exterior de Van Allen, els mesuraments del seu centellejador van permetre de descobrir que conté molt poques partícules d'alta energia.

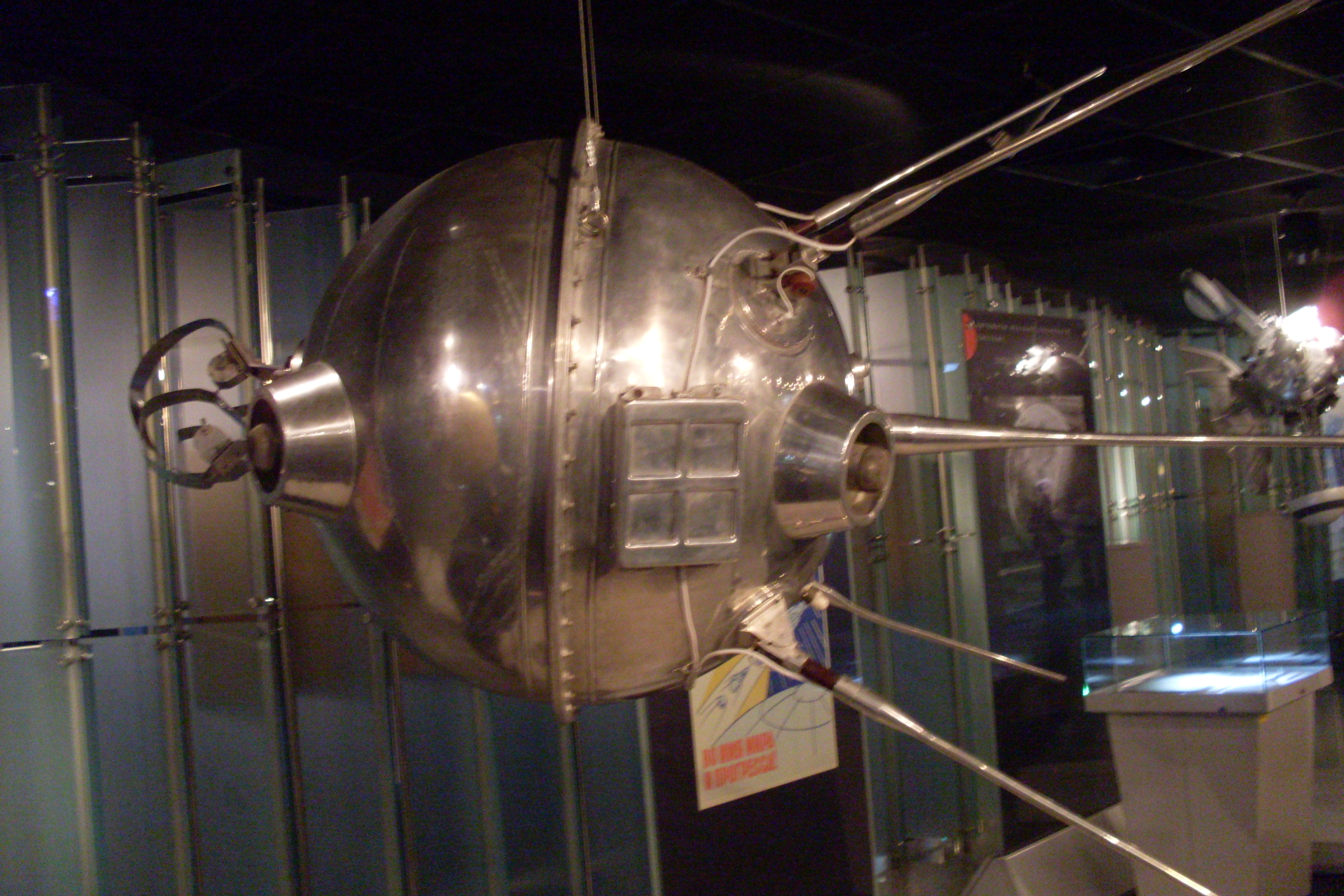
Rèplica del Luna 1 al Museu Memorial de l'Astronàutica de Moscou,

El 3 de gener, a una distància de 113.000 km de la Terra, Luna 1 va alliberar un núvol de gas de sodi (1 kg), cosa que va convertir aquesta sonda en el primer cometa artificial. La pista lluminosa de color taronja que va crear, visible per sobre de l'Oceà Índic i d'una brillantor comparable a la d'una estrella de magnitud 6, va permetre als astrònoms el seguiment de la sonda. També es va utilitzar per observar el comportament del gas a l'espai. Luna 1 va passar a 5995 km de la superfície de la Lluna el 4 de gener, després de 34 hores de vol. Va entrar en òrbita al voltant del Sol en una regió compresa entre la Terra i Mart, convertint-se així, el 12 de juliol de 1959, en el primer cos artificial a girar directament al voltant del Sol. Els paràmetres orbitals de la sonda són els següents:
- Periheli: 0,9766 UA (1 UA = 149,597 871 x 10⁶ km)
- Afeli: 1,315 UA
- Inclinació: 0,01°
- Excentricitat: 0,14767

## Resultats científics
Les mesures realitzades durant aquesta missió van proporcionar nova informació sobre el cinturó i l'espai de Van Allen. Els dos principals descobriments d'aquesta missió van ser l'absència d'un camp magnètic detectable prop de la Lluna i la presència del vent solar en l'espai interplanetari.